# Едуард II (фільм)
«Едуард II» (англ. Edward II) — британська драма режисера-авангардиста Дерека Джармена. Екранізація п'єси Крістофера Марло.

## Сюжет
Герої та діалоги фільму відносять глядача до середньовічних часів, але обстановка й костюми відповідають XX століттю.
Король Едуард II, поставши на престол наближує до себе свого коханця П'єра Гавестона. Їхні скандальні стосунки не дають спокою вищому світові Лондона. Дорвавшись до влади егоїстичний Гавестон починає задовольняти особисті забаганки. Зводить рахунки із давнім ворогом єпископом Вінчестера.
Дружина Едуарда королева Ізабелла під час відсутності Гавестона намагається повернути свого чоловіка, але безуспішно. Король холодно відкидає усі її знаки уваги. В результаті за спиною короля та його коханця починає підбурюватись смута. Роджер Мортимер Молодший та Ізабелла зближуються у спільній ненависті до Едуарда і стають коханцями і змовниками. Їхня мета — посадити на трон Едуарда III — сина Едуарда II й Ізабелли.
Змовникам вдається здійснити свої наміри. Король помирає від руки Ізабелли, а його коханець гине після жорстоких тортур заколотників…

## В ролях
- Стівен Воддінгтон — король Едуард II
- Тільда Свінтон — королева Ізабелла
- Ендрю Тірнан — П'єр Гавестон
- Найджел Террі — Мортимер
- Джоді Грабер — принц Едуард
- Джером Флінн — Едмунд Вудстокський
- Анні Леннокс — співачка

## Нагороди й номінації

### Нагороди
- 1991: Премія Венеційського кінофестивалю — Тільда Свінтон (найкраща акторка)
- 1992: Приз ФІПРЕССІ на Берлінському міжнародному кінофестивалі — Дерек Джармен
- 1992: Премія «Тедді» Берлінського кінофестивалю — Дерек Джармен
- 1992: Премія «Золотий Хічкок» Британського кінофестивалю в Динарді — Дерек Джармен

### Номінації
- 1991: Премія «Золотий лев» Венеційського кінофестивалю — Дерек Джармен